# Paul Vatin
Pour les articles homonymes, voir Vatin (homonymie).
Paul, Timoléon, Édouard Vatin (9 novembre 1848 à Sélestat - 4 juin 1924 à Sélestat) est un haut fonctionnaire français et un ancien officier de la garde mobile.

## Parcours
- Secrétaire général de la préfecture des Vosges (1876-1877, 1877-1883)
- Sous-préfet de l'Arrondissement de Douai (1883-1887)
- Préfet de Loir-et-Cher (1887-1889)
- Préfet du Gard (1889-1890)
- Préfet du Calvados (1890-1898)
- Préfet du Nord (1898-1899)

## Distinction
- Chevalier dans l'Ordre national de la Légion d'honneur (1896)
- Dans la ville de Sélestat, place d'Armes, une plaque est apposée sur le mur de la maison où il naquit et mourut (où est installée à l'heure actuelle une agence bancaire).